# 荒川ロックゲート
座標: 北緯35度40分59.61秒 東経139度50分49.26秒 / 北緯35.6832250度 東経139.8470167度

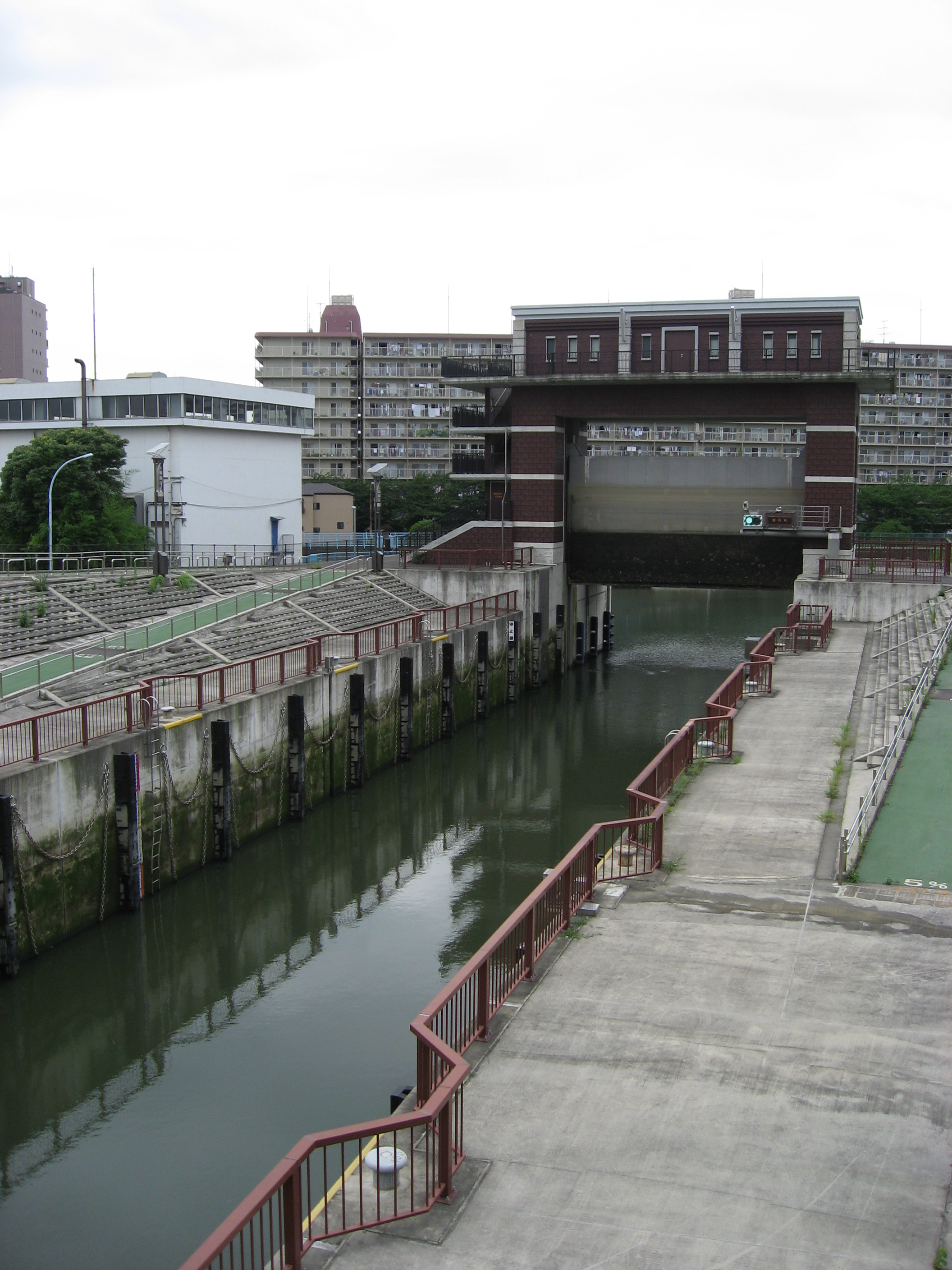
荒川ロックゲート（手前が荒川、奥が旧中川）

荒川ロックゲート（あらかわロックゲート）は、東京都を流れる荒川と旧中川を結ぶ閘門である。
江戸川区小松川に所在する。2005年10月1日に完成し、10月3日に供用が開始された。
荒川と隅田川の連絡、荒川と隅田川に挟まれた、墨田区、江東区、江戸川区にまたがる地域の水上交通の確保を目的としている。
震災時には、救援物資輸送路としても利用される予定。

## 建設の背景

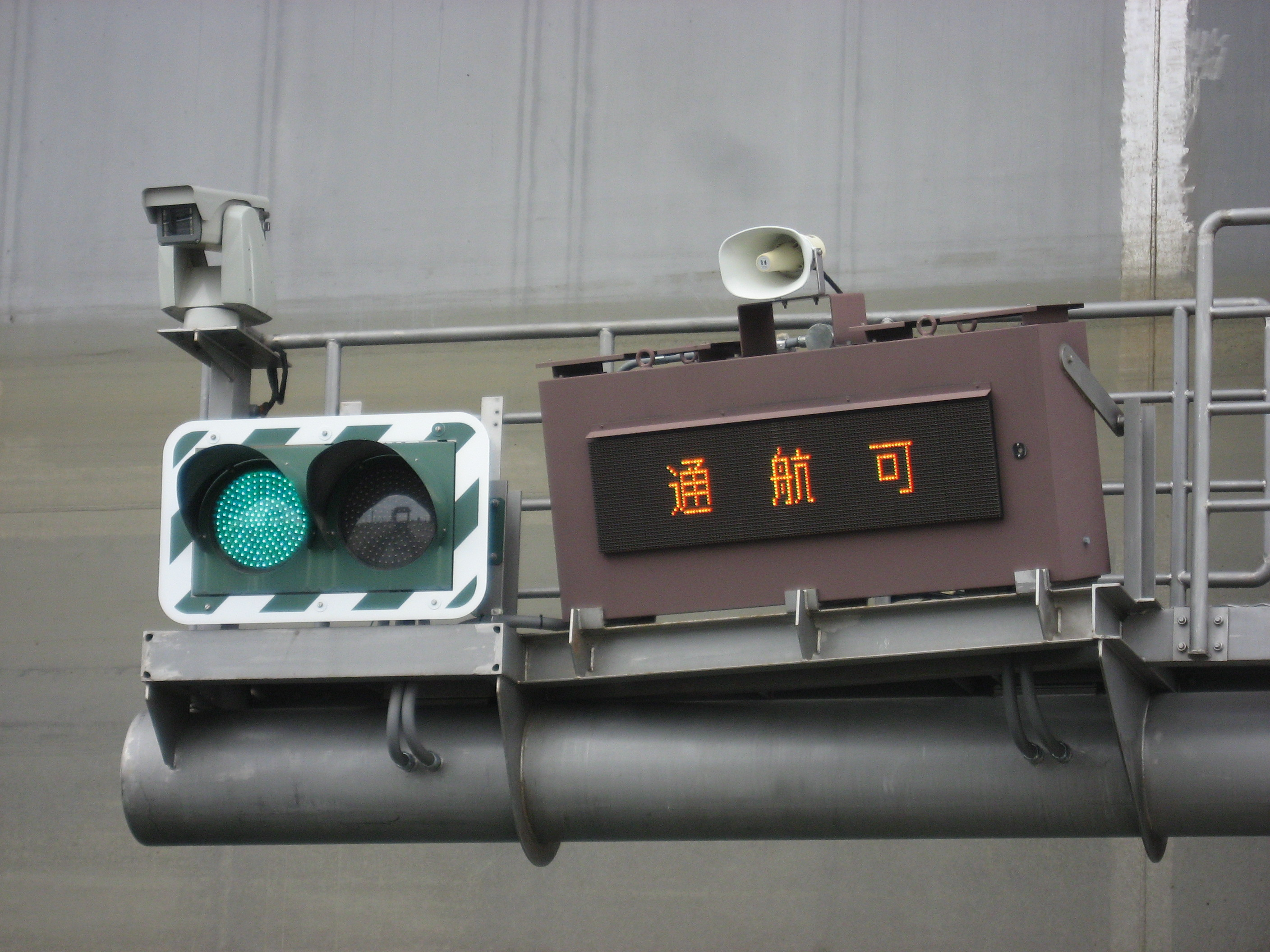
「通航可」の信号（旧中川側）

荒川と旧中川は江東地区の地盤沈下のため水位の差が最大3.1メートルに達することもあり、長い間船舶の運航が出来ない状況となっていた。しかし、水上交通が大震災時等に有効であるということから改めて水路が見直されることになり、この地に閘門が作られることとなった。このような背景から、荒川ロックゲートは阪神・淡路大震災クラスの地震にも耐えるように設計されている。

## 諸元
荒川ロックゲートの諸元は以下の通りである。
- 位置：北緯35度40分59.61秒 東経139度50分49.26秒 / 北緯35.6832250度 東経139.8470167度 （2つの閘門の中間の座標）
- 閘門間の有効延長：65 m
- 幅員：14 m
- 閘門通過時間：20分
- ゲート形式：ローラーゲート
- ゲート開閉速度：10 m/分
- 水位調整方式：バイパス管形式

- 通過できる船のサイズ　最大長：55 m､　最大幅：14 m、最大高：4.5 m

## 利用方法
- 利用時間：夏期以外　毎日8:45-16:30、夏期(6/1-8/31) 8:45-18:00
- 通行不可日：12/31-1/3 及び毎月第1日曜日、9月の第1、2、3日曜日
- 利用料：無料

船舶の長さ、幅員、高さ、船底高の条件を満たす船舶であれば、原則としていかなる船舶でも通航可能である。ただし、水上オートバイは荒川および旧中川の通行を禁止されていることから、閘門も通航することはできない。通過には約20分を要する。

## 通過する観光船

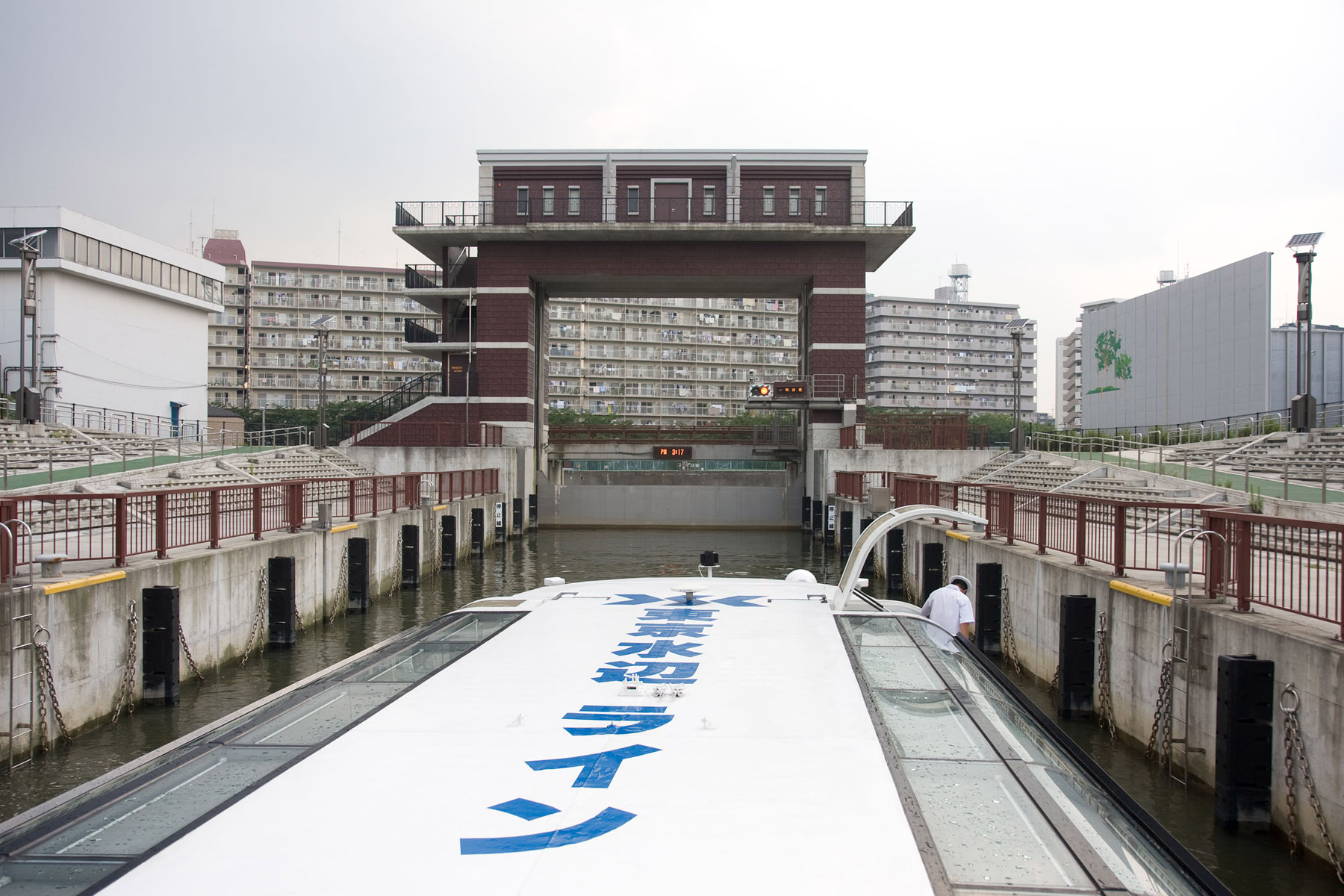
閘門通過中の東京水辺ライン船上から

東京水辺ラインでは、土曜日の特定日に荒川ロックゲートを通過する観光船を運航している。ただし、干満の関係等で毎週運航されるわけではない。

## トピック
- 2023年5月22日、天皇の行幸があった[3]。